# Iglesias (Włochy)
Iglesias (sard. Igrèsias, łac. Ecclesia) – miejscowość i gmina we Włoszech, w regionie Sardynia, w prowincji Sud Sardynia.
Według danych na rok 2019 gminę zamieszkiwało 25 941 osób, 130 os./km².

## Bibliografia

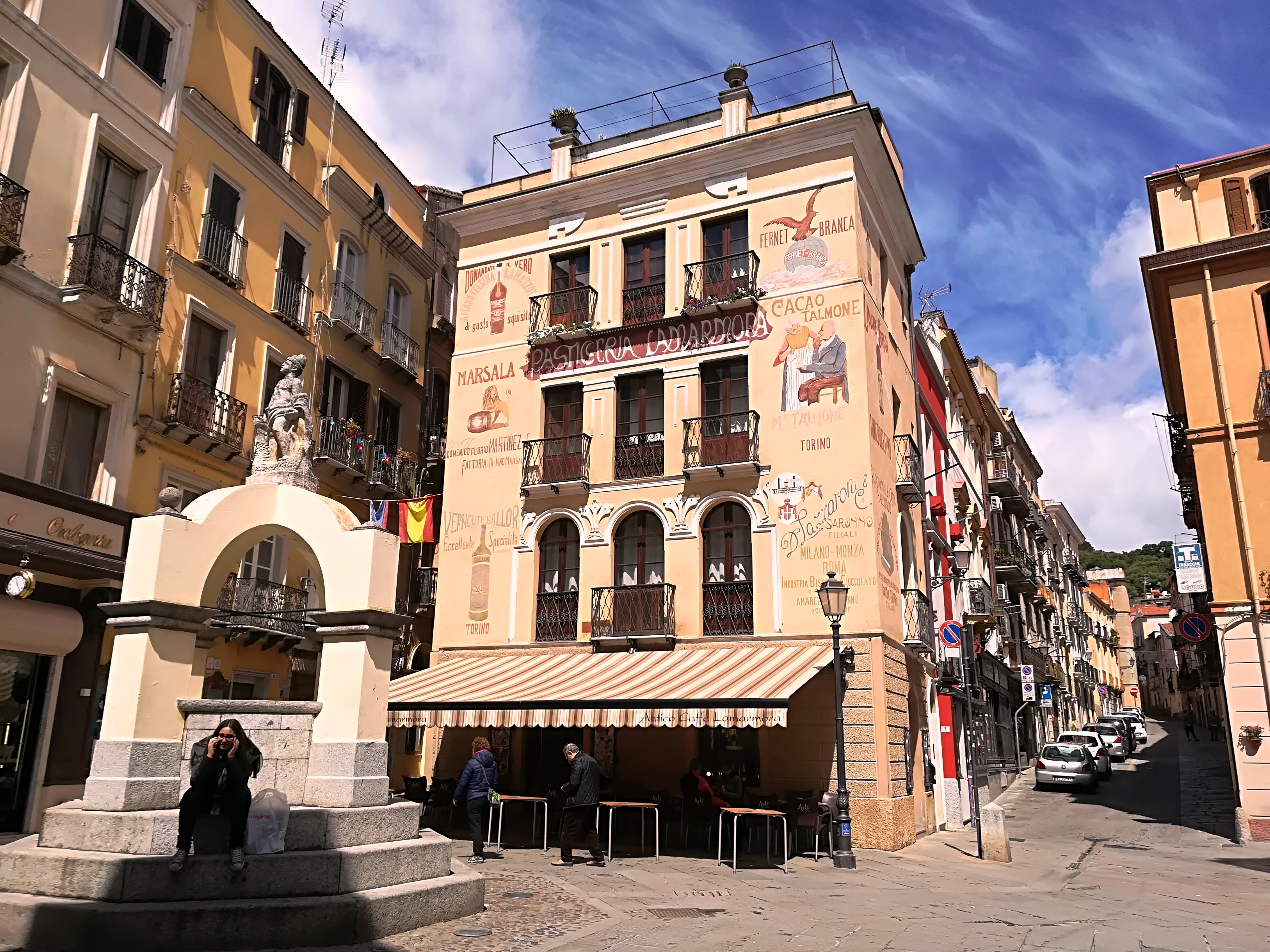
Piazza La Marmora

## Współpraca
- Oberhausen, Niemcy
- Piza, Włochy